# Clydonodozus schoutedeni
Clydonodozus schoutedeni är en tvåvingeart som beskrevs av Alexander 1930. Clydonodozus schoutedeni ingår i släktet Clydonodozus och familjen småharkrankar. Inga underarter finns listade i Catalogue of Life.